# Feu grégeois

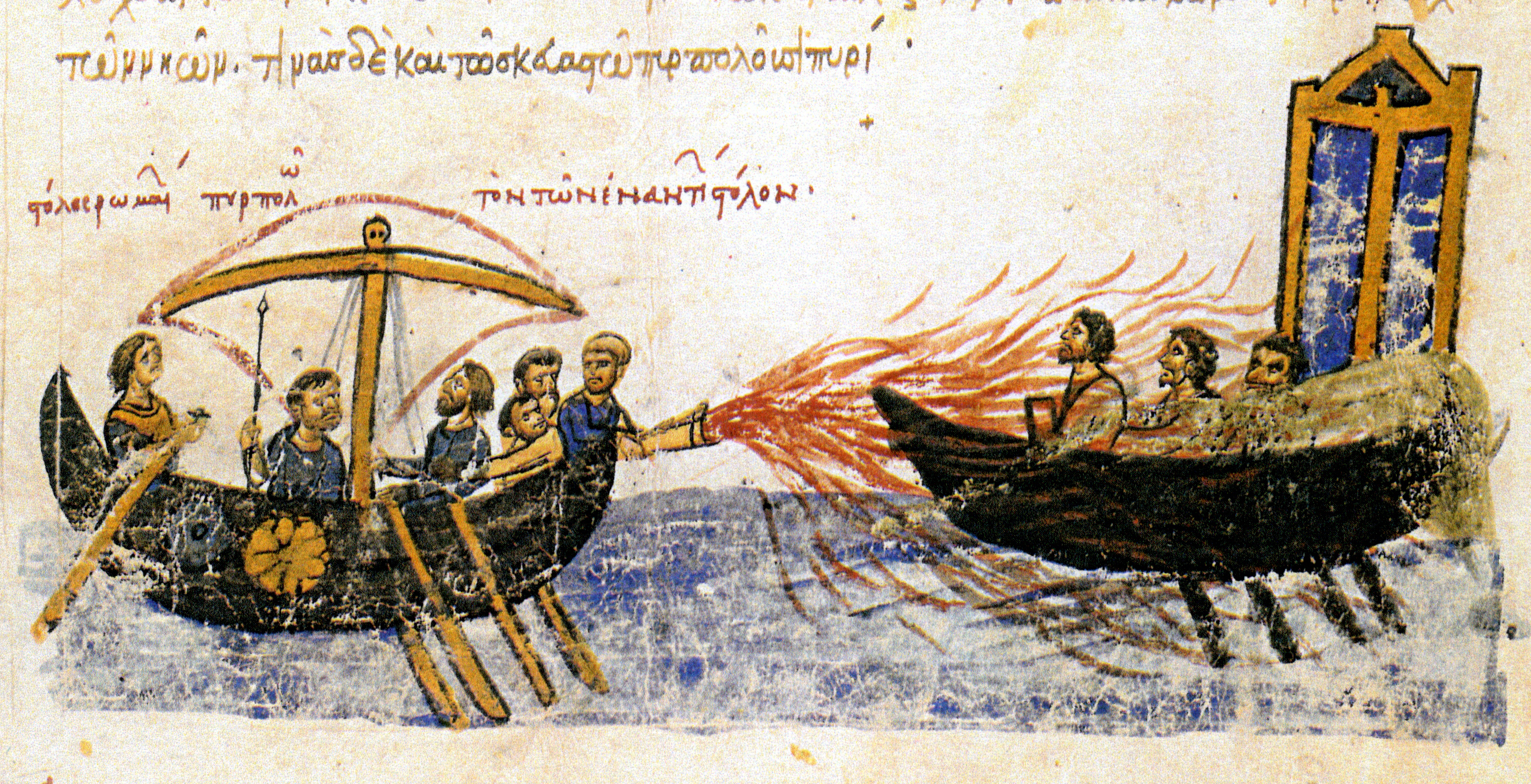
Στόλος Ρωμαίων πυρπολῶν τὸν τῶν ἐναντίων στόλον, « La flotte romaine brûle la flotte opposée » : un navire byzantin utilise du feu grégeois contre celui de Thomas le Slave, 821. Illustration de la Chronique de Skylitzès de Madrid, seconde moitié du XII.

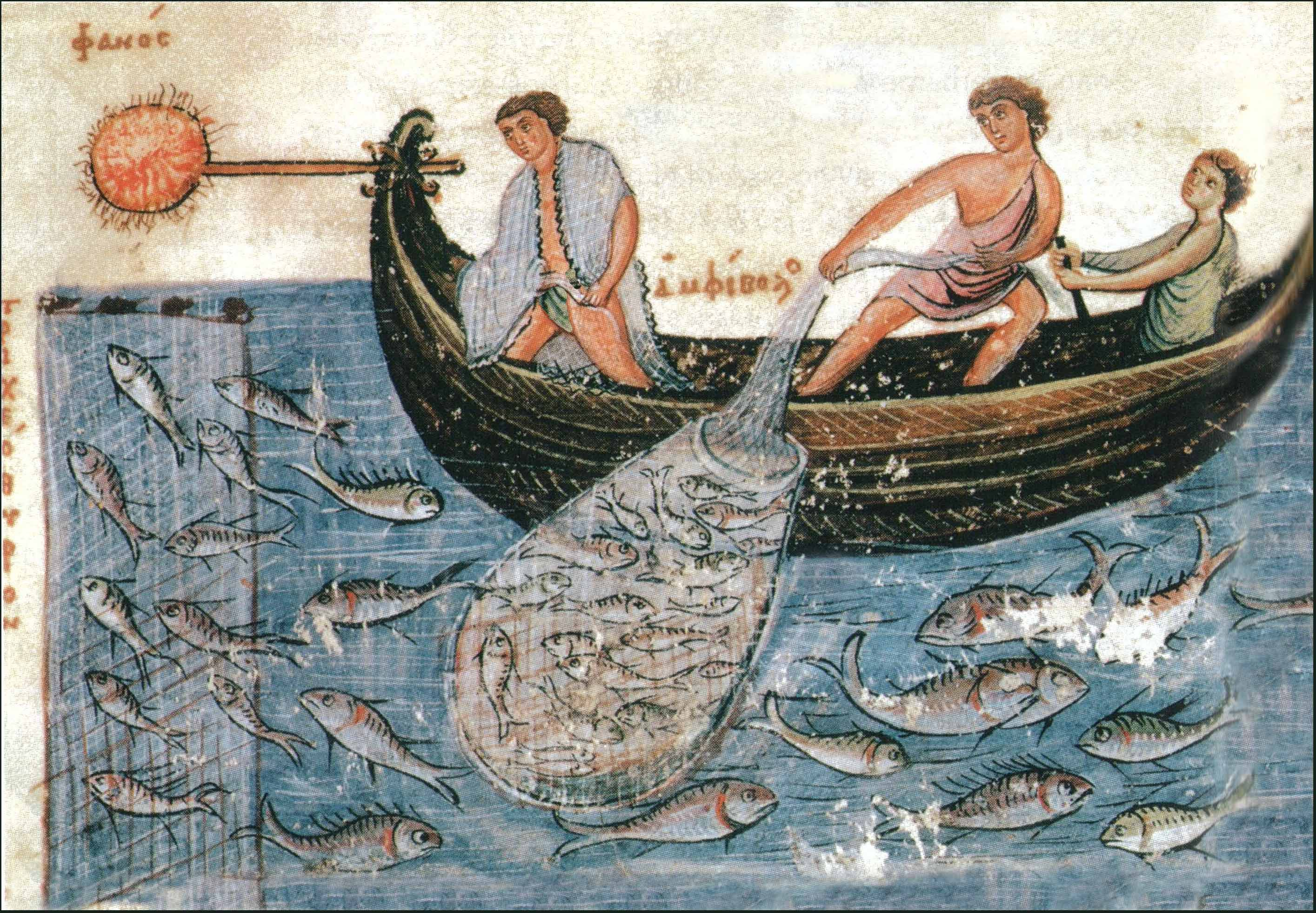
Les résines et naphtes utilisées pour la pêche au lamparo ont pu être à l'origine du « feu grégeois ».

Le feu grégeois (du latin græcus, grec) est un mélange inflammable, brûlant même au contact de l'eau, employé au Moyen Âge pour la fabrication d'engins incendiaires utilisés au cours des sièges et des combats navals,. Son invention est datée de la fin du VIIe siècle et est attribuée à Callinicus d'Héliopolis, un architecte réfugié à Constantinople. Les Byzantins employèrent cet ancêtre du lance-flamme lors des batailles navales avec des effets dévastateurs pour la marine adverse. Cela leur procura un avantage technologique qui contribua à leur faire remporter plusieurs victoires décisives, notamment lors des premier et deuxième sièges de Constantinople par les Arabes, qui permirent d'assurer la survie de l'Empire.
L'impression faite par le feu grégeois sur les croisés occidentaux est telle que le terme est utilisé pour n'importe quelle sorte d'arme incendiaire, y compris celles utilisées par les Arabes, les Chinois et les Mongols. Cependant, celles-ci sont différentes et ne reprennent pas la formule du feu grégeois byzantin, qui était un secret militaire très bien gardé, au point qu'elle s'est perdue. La composition du feu grégeois reste purement spéculative : l'hypothèse la plus probable est qu'il ait été principalement constitué de pétrole et/ou de naphte moins visqueux, bien que d'autres évoquent des mélanges de résine de pin, de naphte, d'oxyde de calcium (chaux vive), de soufre ou du salpêtre. L'utilisation par les Byzantins de mélanges incendiaires se distingue par l'usage de siphons pressurisés pour projeter le liquide contre l'ennemi.
Le feu grégeois aurait été introduit en Europe occidentale au XIIe siècle et utilisé pour la première fois en 1151 en France par Geoffroy V d'Anjou lors du siège de Montreuil-Bellay, puis en 1203 au siège de Château-Gaillard.

## Terminologie
Les Byzantins désignaient le feu grégeois par diverses appellations en grec médiéval. La plus ancienne est πῦρ θαλάσσιον (« feu maritime » ou « marin »),,. La plus courante est πῦρ ὑγρὸν (« feu liquide »),, qui dénote sa consistance de même que πῦρ μαλθακόν (« feu mou »),. Une autre appellation est πῦρ μηδικόν (« feu médique » ou « mède »),, qui dénote la provenance de la naphte. Les autres sont πῦρ σκευαστόν (« feu artificiel »), πῦρ ῥωμαϊκός (« feu romaïque » ou « romain »), πῦρ ἐνεργόν (« feu énergique »).
L'adjectif masculin grégeois est une altération de l'ancien français grezeis, grezois (« grec »), issu d'un latin vulgaire *graeciscus, lui-même dérivé, avec le suffixe -iscus, du latin classique graecus (« grec »),.

## Histoire

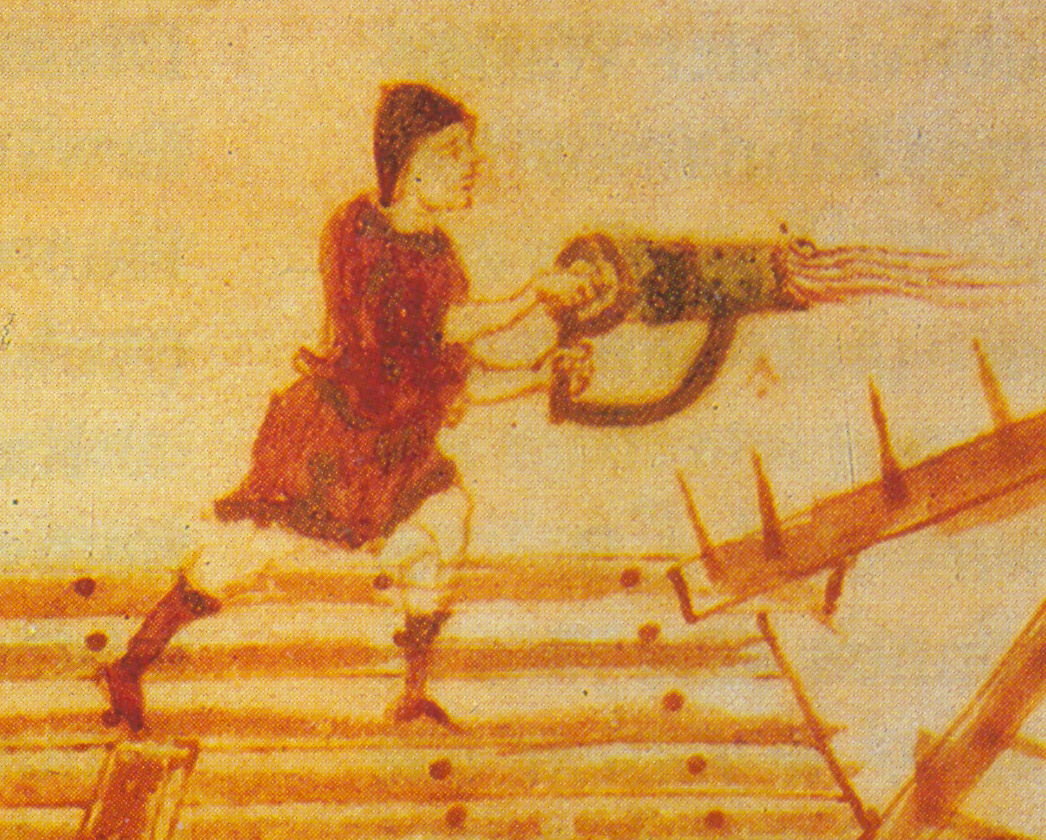
Siphon à main (χειροσίφωνες, « cheirosiphōnes ») pour la projection du feu grégeois. Détail d'illustration de la Poliorcétique de Héron de Byzance, X

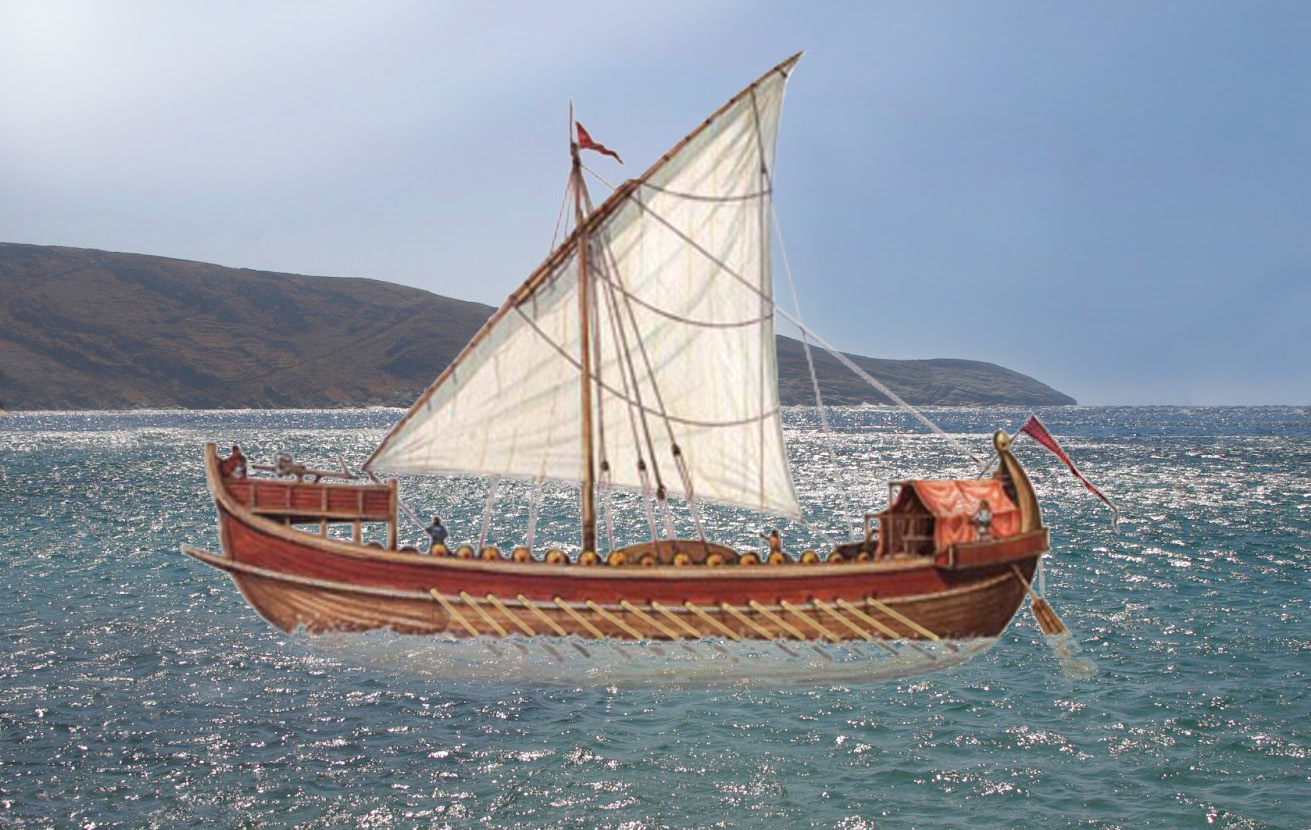
Reconstitution (en partie conjecturelle) d'un dromon d'après les descriptions de l'empereur Léon VI le Sage : à l'avant, la plate-forme portant le siphon à feu grégeois, sous laquelle se trouvait le chaudron contenant la mixture.

Les armes incendiaires et inflammables sont utilisées en guerre bien des siècles avant l'apparition du feu grégeois. Parmi ces armes figurent plusieurs mélanges à base de soufre, de pétrole ou de bitume. Les flèches enflammées et les pots contenant des substances combustibles sont utilisées dès le IXe siècle av. J.-C. par les Assyriens ainsi que dans le monde gréco-romain.
En outre, Thucydide mentionne l'usage de formes antiques de lance-flammes lors du siège de Délium en 424 av. J.-C.. Ainsi, selon Jean Malalas, contemporain et chroniqueur d'Antioche, la flotte de guerre de l'empereur byzantin Anastase Ier a utilisé un mélange à base de soufre pour mater la rébellion de Vitalien en 515, sur le conseil d'un philosophe athénien nommé Proclus.
Cependant, le feu grégeois proprement dit est décrit aux alentours de 672 et son invention est attribuée par Théophane le Confesseur à Kallinikos, un architecte originaire d'Héliopolis (une ville située aujourd'hui au Liban) dans l'ancienne province de Phénicie, conquise par la suite par les musulmans. L'exactitude et la précision chronologique de ce récit sont sujettes à caution car Théophane rapporte l'utilisation de navires transportant du feu grégeois disposant de siphons chez les Byzantins quelques années avant l'arrivée supposée de Kallinikos à Constantinople. Si cette approximation n'est pas causée par la confusion chronologique concernant les événements du siège, elle pourrait suggérer que Kallinikos a simplement développé une version améliorée d'une arme existante. L'historien James Partington va plus loin et pense qu'il est probable que le feu grégeois n'ait pas été créé par une personne en particulier mais « inventé par des chimistes de Constantinople qui ont hérité des découvertes de l'école de chimie d'Alexandrie ». Ainsi, Georgios Kedrenos, le chroniqueur du XIe siècle, rapporte que Kallinikos vient d'Héliopolis en Égypte mais la plupart des historiens considèrent que c'est une erreur. Kedrenos mentionne aussi l'histoire, considérée là encore comme peu probable par les historiens modernes, des descendants de Kallinikos. Ceux-ci (une famille nommée Lampros ce qui signifie « brillant ») détiendraient le secret de la production du feu grégeois et cela encore à l'époque où Kedrenos écrit.
Le développement du feu grégeois par Kallinikos intervient à un moment critique de l'histoire byzantine. En effet, l'empire est affaibli par ses longues guerres avec les Sassanides alors qu'il doit faire face aux invasions musulmanes contre lesquelles il ne parvient pas à résister efficacement. En une trentaine d'années, la Syrie, la Palestine et l'Égypte tombent aux mains des Arabes. Vers 672, ceux-ci décident de prendre d'assaut la capitale impériale. Le feu grégeois est alors utilisé avec une grande efficacité contre les flottes musulmanes. Lors des deux sièges arabes de Constantinople (en 674-678 et en 717-718), cette arme joue un rôle majeur dans la victoire byzantine. Par la suite, les mentions de l'utilisation du feu grégeois dans des batailles navales contre les Arabes sont plus sporadiques. Cependant, il permit encore de remporter plusieurs victoires, notamment lors de l'expansion byzantine à la fin du IXe siècle et au début du Xe siècle. Son utilisation est aussi très courante dans les guerres civiles byzantines, notamment lors de la révolte des flottes thématiques en 727 et lors de la grande rébellion de Thomas le Slave en 821-823. Dans les deux cas, les flottes rebelles sont vaincues par la flotte impériale de Constantinople qui se sert du feu grégeois. Enfin, les Byzantins ont aussi fait usage de cette arme avec des effets dévastateurs contre les différents raids de la Rus' dans le Bosphore et plus particulièrement ceux de 941 et 1043 ; ainsi que durant la guerre contre l'Empire bulgare en 970-971 quand des navires utilisant du feu grégeois servent à bloquer le Danube.
L'importance prise par le feu grégeois dans les guerres arabo-byzantines conduit à ce que sa découverte soit attribuée à une intervention divine. L'empereur Constantin VII Porphyrogénète, dans son livre De administrando Imperio, enjoint à son fils et héritier Romain II de ne jamais révéler les secrets de la production du feu grégeois qui furent « montrés et révélés par un ange au grand et saint premier empereur chrétien Constantin » et que l'Ange lui fit jurer « de ne préparer ce feu que pour les Chrétiens et seulement dans la cité impériale ». Constantin VII rajoute comme avertissement qu'un dignitaire aurait été frappé par des flammes venues du ciel en entrant dans une église après avoir dévoilé des éléments sur le feu grégeois aux ennemis de l'empire. Néanmoins, le récit de cet événement illustre le fait que les Byzantins ne parviennent pas à éviter que leur précieuse arme ne tombe aux mains de leurs ennemis. Ainsi, en 827, les Arabes parviennent à s'emparer d'au moins un navire incendiaire intact et les Bulgares s'emparent de plusieurs siphons et de la substance elle-même vers 812-814. Toutefois, il semble que cela soit insuffisant pour permettre à leurs adversaires de reproduire le feu grégeois. Les Arabes emploient effectivement plusieurs substances incendiaires similaires à celle des Byzantins mais jamais ils ne réussirent à copier la méthode byzantine de projection par un siphon. À la place, ils utilisèrent des catapultes et des grenades.
Le feu grégeois est encore mentionné au XIIe siècle : Anne Comnène donne ainsi une description éclatante de son usage lors d'une bataille navale contre les Pisans en 1099. Toutefois, bien que l'utilisation d'un navire incendiaire hâtivement improvisé lors du siège de Constantinople en 1203 par la Quatrième croisade soit rapportée, il n'est plus fait que de rares mentions de l'usage du feu grégeois. Cela pourrait être dû au déclin militaire de l'empire lors des vingt ans qui précédèrent le siège ou encore à la perte par les Byzantins des territoires dont sont issues les matières premières nécessaires à la production de cette arme.
Le 20 avril 1453, lors de l'ultime siège de Constantinople, une flottille de renforts, d'armes et de vivres composée de trois galères génoises affrétées par le pape Nicolas V et d'un navire de transport impérial, parvient dans le Bosphore. La marine ottomane tente de l'intercepter, et le navire byzantin, qui transportait plusieurs tonneaux de liquide inflammable, fait usage du feu grégeois, occasionnant d'importants dommages à ses ennemis.
La composition du feu grégeois fut perdue après la chute de la ville, en mai 1453.

## Fabrication

### Caractéristiques générales
Comme le montre l'avertissement de Constantin Porphyrogénète, les ingrédients et le processus de fabrication et de déploiement du feu grégeois sont précieusement gardés secrets. Celui-ci est si bien conservé que la composition exacte du feu grégeois a été perdue. De ce fait, le mystère de la formule a longtemps été l'élément clé des recherches autour du feu grégeois. Toutefois, malgré cette forte préoccupation, le feu grégeois est mieux connu comme un système d'arme complet comprenant plusieurs éléments. Tous devaient fonctionner ensemble pour que le feu grégeois soit efficace. Ces éléments divers comprennent d'autres éléments que la formule exacte de la composition comme des dromons spécialisés permettant de le transporter pour la bataille, le mécanisme permettant de préparer la substance en la chauffant et en la pressurisant, le siphon pour la projeter et l'entraînement spécial des siphōnarioi qui manient ces siphons. La connaissance du fonctionnement de l'ensemble du système est très compartimentée. Ainsi, les personnes affectées à une tâche en particulier n'ont connaissance que des secrets propres à cette mission pour éviter que l'adversaire ne puisse acquérir une parfaite connaissance du feu grégeois et de son maniement. Ainsi, lorsque les Bulgares s'emparent de Mesembria et de Debeltos en 814, ils prennent possession de 36 siphons et de feu grégeois mais sont incapables d'en faire un quelconque usage,.
Les informations disponibles sur le feu grégeois sont exclusivement indirectes et fondées sur des références dans les manuels militaires byzantins ainsi que sur des sources historiques secondaires comme le texte d'Anne Comnène ou les chroniqueurs occidentaux. Cependant, ces textes manquent souvent de précision. Dans son Alexiade, Anne Comnène fournit une description d'une arme incendiaire qui a été utilisée par la garnison byzantine de Dyrrachium en 1108 contre les Normands. Ce texte a souvent été perçu comme la formule au moins partielle du feu grégeois.
Les écrits des chroniqueurs occidentaux de la même époque ne sont guère fiables car l'ignis graecus est le nom donné à toutes les formes de substances incendiaires.
Dans le but de reconstruire le système du feu grégeois, les preuves concrètes qui apparaissent dans les références littéraires contemporaines fournissent les éléments suivants :
- Le feu grégeois brûle sur l'eau et selon certaines interprétations, c'est l'eau qui déclenche la combustion. En outre, de nombreux textes témoignent du fait que le feu ne pouvait être éteint que par certaines substances comme le sable (qui prive le feu d'oxygène), du vinaigre fort ou de la vieille urine, probablement par le biais d'une réaction chimique particulière. Cette caractéristique amène à penser qu'il s'agit de magnésium.
- C'est une substance liquide et non une forme de projectile comme le prouvent les descriptions et le nom parfois donné au feu grégeois de « feu liquide ».
- En mer, il était généralement projeté par des siphons bien que les pots en terre ou des grenades remplis de feu grégeois ou d'une substance similaire aient aussi été utilisés.
- La projection de feu grégeois est accompagnée d'un « fracas » et de beaucoup de fumée.
- Il est possible que le feu grégeois fût constitué en partie par de la sciure de bois, imbibée de pétrole, et qui de ce fait, pouvait flotter sur l'eau, et projetée en grande quantité, pouvait constituer un brasier apte à détruire des navires, le feu partant du niveau de la mer touchant rapidement le bois des coques des navires.

### Hypothèses sur la composition
La première théorie qui fut aussi durant de nombreuses années la plus populaire sur la composition du feu grégeois établissait que son principal ingrédient était le salpêtre, ce qui en ferait un ancêtre de la poudre à canon. Cette théorie s'appuie sur le fait qu'une décharge de feu grégeois est accompagnée d'un fracas et de fumée ainsi que sur le fait que la distance à laquelle il pouvait être projeté à l'aide d'un siphon suggère une décharge explosive. À l'époque d'Isaac Vossius, plusieurs érudits adhèrent à cette théorie et notamment ceux de l'école française du XIXe siècle incluant le célèbre chimiste Marcellin Berthelot. Cependant, cette vision a depuis été rejetée car le salpêtre n'apparaît pas avoir été utilisé dans le domaine militaire en Europe ou au Moyen-Orient avant le XIIIe siècle et est complètement absent des sources arabes qui sont les chimistes les plus réputés du monde méditerranéen avant le XIIIe siècle. De surcroît, le résultat d'un tel mélange aurait été radicalement différent de la substance décrite par les sources byzantines.
Une autre théorie, fondée sur le fait que le feu grégeois ne peut être éteint par de l'eau (d'autres sources suggérant même que l'eau intensifierait les flammes), suggère que son pouvoir destructeur est le résultat d'une réaction explosive entre l'eau et l'oxyde de calcium. Cependant, si l'oxyde de calcium est bien connu et utilisé par les Byzantins et les Arabes dans le domaine militaire, la théorie est réfutée par les preuves empiriques et littéraires. Une substance basée sur l'oxyde de calcium devrait entrer en contact avec l'eau pour se mettre à brûler, or, les Tactica de l'empereur Léon VI le Sage indiquent que le feu grégeois est versé directement sur le pont des navires ennemis. Cependant, les ponts sont laissés humides du fait du manque d'étanchéité. De même, Léon décrit l'usage de grenades ce qui renforce l'idée que le contact avec l'eau n'est pas nécessaire pour que la substance s'enflamme,. De plus, C. Zenghelis montre que les résultats fondés sur l'expérimentation indiquent que le résultat d'une réaction entre l'eau et l'oxyde de calcium serait négligeable en pleine mer. Une proposition similaire suggère que Kallinikos aurait découvert le phosphure de calcium. Au contact avec de l'eau, le phosphure de calcium relâche de la phosphine qui s'enflamme spontanément. Toutefois, des expériences plus poussées n'ont pas réussi à reproduire l'intensité décrite du feu grégeois.
En définitive, si la présence d'oxyde de calcium ou de salpêtre dans la substance ne peut être entièrement exclue, ce n'en sont pas les principaux ingrédients. La plupart des historiens modernes s'accordent pour dire que le feu grégeois est constitué principalement de pétrole qu'il soit brut ou raffiné, ce qui le rapproche du napalm moderne. Les Byzantins ont un accès facile au pétrole brut grâce aux champs naturels de pétrole présents autour de la mer Noire (celui de Tmoutarakan est mentionné par Constantin Porphyrogénète) ou à divers endroits dans le Moyen-Orient. Un des noms du feu grégeois est le « feu mède » (μηδικὸν πῦρ) et l'historien du VIe siècle Procope de Césarée rapporte que du pétrole brut appelé naphte (en grec, νάφθα (naphta), du moyen-perse نفت (naft)) par les Perses est connu sous la dénomination d'« huile mède » (μηδικὸν ἔλαιον) par les Grecs. Cela semble corroborer l'usage du naphte comme ingrédient basique du feu grégeois. En outre, il existe un texte en latin du IXe siècle, gardé à Wolfenbüttel, en Allemagne, qui mentionne les ingrédients de ce qui semble être le feu grégeois ainsi que le fonctionnement des siphons servant à le projeter. Bien que ce texte contienne quelques imprécisions, il identifie clairement le naphte comme le principal composant. Des résines sont probablement ajoutées comme épaississant (le Praecepta Militaria y fait référence en parlant de πῦρ κολλητικόν, « feu collant ») ainsi que pour accroître la durée et l'intensité des flammes,.

## Utilisation

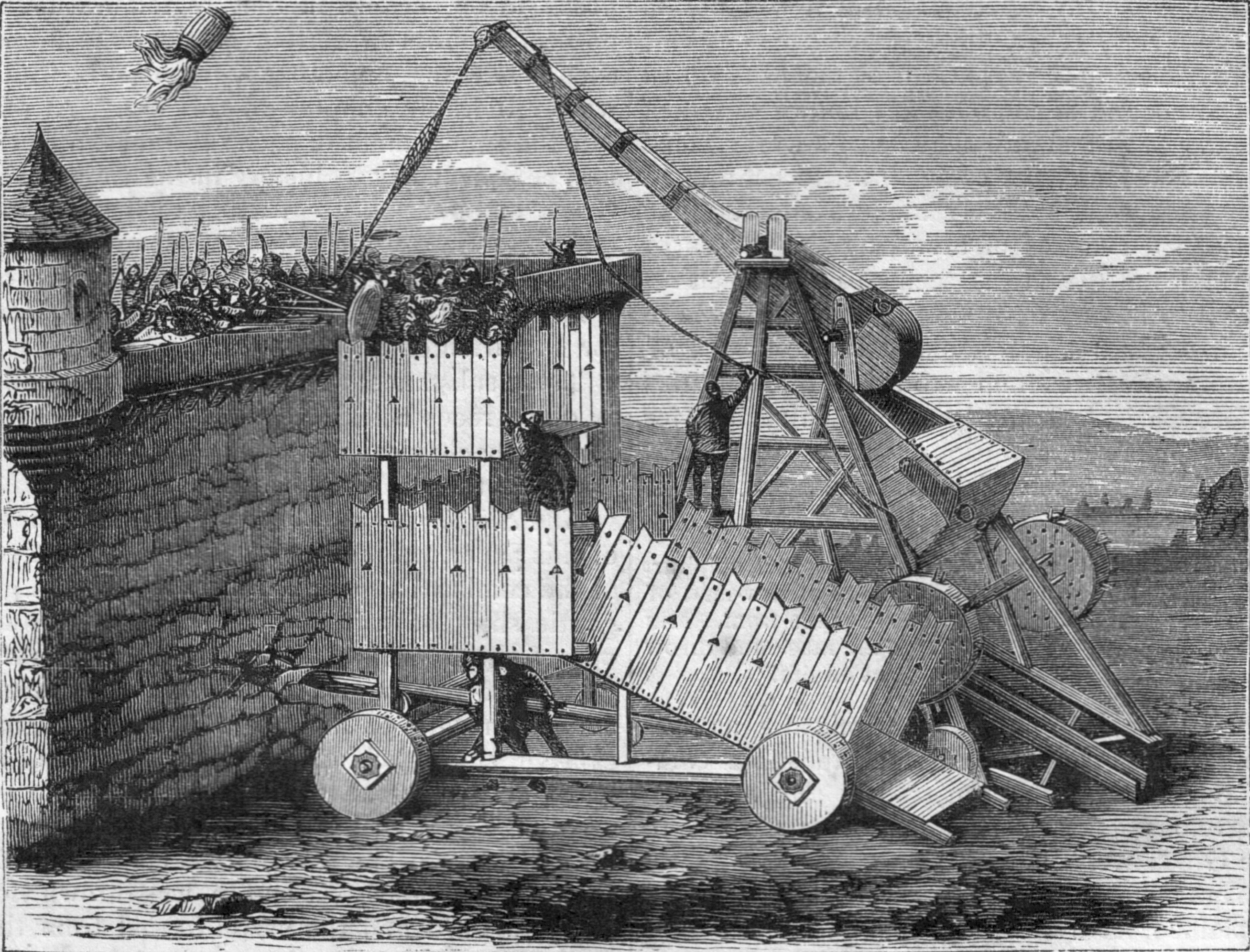
Catapultage d'un feu grégeois lors de l'assaut d'une forteresse au XIIIe siècle.

Le feu grégeois a permis à la marine byzantine de remporter des victoires notables et notamment de résister aux Arabes de la fin du VIIe au milieu du VIIIe siècle. Il était manipulé par un corps spécial de soldats qui le projetaient contre l'ennemi, soit à l'aide de grenades à main en argile préalablement allumées par une mèche, soit par un système de pompe donnant l'effet d'un lance-flammes. Les chefs de section de ce corps, les siphonarios, faisaient partie de l’état-major du dromon. Ces artificiers étaient protégés par un petit château en bois à la proue. En outre, quelques soldats étaient chargés de repousser les éventuels agresseurs qui auraient voulu s’en prendre directement à eux.
La prise de provinces byzantines permit aux musulmans de retourner les forces maritimes conquises contre leur ancien suzerain pour disposer de cette technologie. Le feu grégeois fut utilisé jusqu’au XIVe siècle et la découverte d'une substance plus redoutable encore : la poudre à canon.
En Indonésie, le feu grégeois était connu au XVIe siècle. À cette époque, en effet, des navires de guerre du sultanat d'Aceh, dans le nord de l'île de Sumatra, attaquent une flotte portugaise avec cette arme incendiaire.

## Efficacité et contre-mesures
Si le fort potentiel destructeur du feu grégeois est incontestable, il ne peut être considéré comme une arme miracle permettant à la marine byzantine d'être invincible. Selon l'historien John Pryor, la capacité du feu grégeois à détruire les navires adverses ne peut être comparée à celle des éperons. Si le feu grégeois reste une arme puissante, il existe bon nombre de circonstances qui empêchent son utilisation à la différence des autres armes d'artillerie traditionnelles. Ainsi, lorsqu'il est projeté à l'aide d'un siphon, sa portée est limitée, et il devait être utilisé sur une mer calme et dans des conditions venteuses favorables. Si ces conditions étaient souvent réunies en mer de Marmara et à proximité de Constantinople, le feu grégeois était beaucoup plus difficile d'utilisation en haute mer. Les musulmans se sont rapidement adaptés à ces limitations en gardant leurs navires à une distance suffisante des bateaux incendiaires byzantins et en élaborant des méthodes de protection en recouvrant les coques de feutre ou de peaux imprégnées de vinaigre.

## Expérience de Dupré
Selon certaines sources, au XVIIIe siècle, un chimiste dauphinois, — identifié à André Dupré (ou ‹ Du Pré ›) de Mayen, commissaire ordinaire de l'artillerie — découvrit par hasard[réf. nécessaire] une « liqueur de feu » présentée comme un « nouveau feu grégeois ». Il aurait communiqué sa découverte à Louis XV et, en 1759, l'arme aurait été expérimentée à Versailles, au Havre, à Belleville et à Dunkerque. Les effets auraient été si terribles que, « par humanité », le roi de France en interdit l'utilisation et acheta le silence de Dupré en lui accordant une pension de 2 000 livres, et en l'anoblissant par lettres patentes de janvier 1759 puis en le faisant chevalier de l'ordre de Saint-Michel en 1762.
Cette anecdote a été considérée comme douteuse par de Grandmaison lui-même, qui n'ajouta la référence qu'après quelques hésitations. L'identification du « chimiste Dupré » à l'orfèvre grenoblois Antoine Dupré est discutée, : en effet, s'il est acquis que le « commissaire ordinaire de l'artillerie » mourut le 29 septembre 1772, l'« orfèvre » serait mort la nuit du 21 au 22 novembre 1802,, comme l'attesterait son acte de décès. Enfin, aussi « philanthrope » que fut le roi, il est douteux qu'en pleine de guerre de Sept Ans, il eût renoncé à expérimenter l'usage d'une arme aussi prodigieuse sur le terrain pendant que le conflit s'enlisait.

## Dans les œuvres de fiction

### Cinéma
- Le film Prisonniers du temps, d'après le roman du même nom de Michael Crichton, met en avant cette technique.
- Dans Pirates des Caraïbes : La Fontaine de jouvence, Barbe Noire utilise le feu grégeois sur son navire.
- Le film Kingdom of Heaven de Ridley Scott (2005) montre de façon spectaculaire l'utilisation du feu grégeois par les troupes de Saladin assiégeant Jérusalem en 1187. Il est à préciser qu'historiquement, rien ne prouve que le feu grégeois ait été utilisé à cette occasion[56].
- Dans le film Les Trois mousquetaires (2011) de Paul W. S. Anderson, les mousquetaires utilisent une forme de feu grégeois, monté sur le navire volant qu'ils ont pris au duc de Buckingham, pour leur évasion de la Tour de Londres.

### Télévision
- Dans Game of Thrones, série télévisée tirée de la saga de George R. R. Martin, pendant la bataille de la baie de la Néra, à Port-Réal, on voit une substance similaire au feu grégeois à l'œuvre en image, détruisant de nombreux navires de la flotte de Stannis Baratheon (saison 2, épisode 9)[57]. Elle est également utilisée plus tard par Cersei Lannister pour faire exploser le grand septuaire de Baelor où sont rassemblés ses principaux ennemis (saison 6, épisode 10)[58]. Cette substance est alors fabriquée par les alchimistes royaux, et sa mise au point implique l'utilisation de la magie. Dans la version originale de la série, cette substance est désignée par le mot wildfire (littéralement « feu sauvage »), et non greek fire (qui est le terme anglais pour « feu grégeois ») ; la traduction française a choisi de rendre ce wildfire par « feu grégeois », respectant en cela la traduction des livres d'où est tirée la série (voir ci-dessous).
- Dans Robin des Bois, série télévisée britannique avec Jonas Armstrong, Lucy Griffiths et Richard Armitage, le feu grégeois utilisé à deux reprises est déterminant pour l'issue du dernier épisode (saison 3, épisode 13).
- Dans Copper, série télévisée américaine de Tom Fontana et Will Rokos, avec Tom Weston-Jones, le feu grégeois est utilisé à deux reprises pour démontrer sa capacité à s'enflammer sans présence d'étincelle (saison 1, épisode 7).
- Dans Plus belle la vie, feuilleton télévisé français, un feu grégeois est utilisé par Lara Belveze pour tuer Jean-Noël Latour (saison 10), afin de protéger le domaine des Casteygnac, qui était un lieu sacré où des sorcières ont été brûlées vives. Lara serait une descendante ou une réincarnation d'une de ces sorcières.
- Dans Sleepy Hollow, série télévisée américaine, le feu grégeois est utilisé pour combattre l'armée zombie du général Howe (saison 3, épisode 5).
- Dans la série Knightfall, le feu grégeois est utilisé (saison 1, épisode 5).
- Dans la série Vikings, le feu gregeois est utilisé à plusieurs reprises pour attaquer les navires.
- Dans la série Uyanış büyük selçuklu, le feu grégeois est utilisé par les batinis et les Byzantins.

### Littérature
- Le roman de C. J. Sansom Les Larmes du diable met en scène un émissaire du pouvoir qui tente d’en redécouvrir la formule.
- Dans le roman de Steve Berry La Conspiration du temple, le feu grégeois, dont la formule originelle est censée avoir été redécouverte, est aussi l'un des ressorts de l'action.
- Dans Le Trône de fer, la saga de George R. R. Martin, une substance similaire au feu grégeois a une place importante dans A Clash of Kings, lors de la défense du port de la cité de Port-Réal ; en version originale, l'auteur utilise l'expression wildfire (littéralement « feu sauvage ») pour désigner cette substance, et non greek fire (qui est le terme anglais pour « feu grégeois ») ; la traduction française a choisi de rendre ce wildfire par « feu grégeois ».
- Dans la série de romans Percy Jackson de Rick Riordan, les demi-dieux utilisent à plusieurs reprises le « feu grec » pour tuer le plus grand nombre de monstres à la fois, notamment pour faire sauter le navire Princesse Andromède dans le tome 5.
- Dans Le Chemin de Sarance, premier tome de La Mosaïque de Sarance de Guy Gavriel Kay, le feu sarantin qui fait référence au feu grégeois est utilisé lors d'un assassinat.
- Dans Les Fables de sang d'Arnaud Delalande. Le feu grégeois est au cœur de l'intrigue. On y retrouve également les références à Dupré et à Louis XV.
- Dans le roman La Nef des damnés de Viviane Moore (2007), le feu grégeois est utilisé en 1156 par des pirates sarrazins originaires d'Oran dans un combat naval opposant un dromon et un navire marchand, le Knörr. Celui-ci, escorté d'une esnèque normande de la flotte du roi Henri II Plantagenêt, gagne finalement la bataille malgré l'arme redoutable de ses adversaires (chapitre « Une mer de feu »).
- Le roman de Luigi Malerba Le Feu grégeois évoque le règne de Nicéphore II Phokas et de l'impératrice Théophano.
- Dans le roman Le Septième Guerrier-mage de Paul Beorn, le feu grégeois est utilisé par une unité de l'armée ostéroise — les « sorciers » — pour venir à bout du village Skavien qui leur résiste. On retrouve le fait que l'eau est impuissante, ou presque, à l'éteindre.
- Le feu de Satan, un roman de Paul C. Doherty, série Hugh Corbett, relate l'utilisation répétée du feu grégeois par un criminel dans le milieu des Templiers à la fin du XIIIe siècle en Angleterre.
- Dans le roman La religion de Tim Willocks (2009 pour l'édition française), le feu grégeois est utilisé en 1565 par les chevaliers de l'Ordre de Malte lors du siège de Malte par les armées de Soliman le magnifique. Il le décrit comme un mélange de soufre, de salpêtre, d'huile de lin, de sel d'ammoniaque, de térébenthine, d'asphalte et de naphte. Le tout additionné d'encens et d'étoupe par les turcs et de verre pillé et d'eau de vie par les vénitiens.
- Dans le roman Lore d'Alexandra Bracken, le personnage Ire, archonte des Cadmides et Arès réincarné compte utiliser le feu grégeois pour faire sauter la gare de Grand Central à New York.

### Bande dessinée
Le feu grégeois est utilisé dans les séries de bande dessinée Alix (album L'Île maudite), Le Chevalier blanc  (album L'agresseur inconnu), Barbe-Rouge (album Le Vaisseau de l’enfer), Vasco (albums Poussière d’Ispahan et Les Chiens de Bâhrâm Ghör), Les Aigles décapitées (album La Main du prophète) et Elfes (album Le goût de la mort) .

### Jeux vidéo
- Dans l'extension Kingdoms du jeu Medieval 2: Total War, les lanceurs de feu grecs sont utilisables par les Byzantins et les Croisés lors des batailles terrestres. De plus, les dromons byzantins utilisent aussi le feu grec lors des batailles navales.
- Dans le jeu Vampire : La Mascarade - Rédemption, le feu grégeois est une arme de jet.
- Dans le jeu gratuit en ligne  Ikariam , les chercheurs peuvent débloquer la technique du « feu grec ».
- Dans le jeu Age of Empires II, les « navires d'incendie » sont équipés de la technologie du feu grégeois, qui leur sert à détruire les navires à courte portée.
- Dans le jeu Rise of the Tomb Raider, une amélioration de l'arc permet l'utilisation du feu grégeois après que Lara Croft en ait découvert la formule dans un ancien tombeau. Un groupe d'ennemis, les Athanatoi (qui dans ce jeu sont littéralement immortels) en font également une utilisation plus qu'intensive.
- Dans le jeu Grepolis, les joueurs peuvent construire des « bateaux-feux » reprenant le principe des dromons byzantins, c'est-à-dire des bateaux pourvus à l'avant d'un siphon a feu grégeois
- Le feu grégeois est une arme utilisable lors d'une unique mission dans le jeu vidéo Assassin's Creed: Revelations d'Ubisoft, et le titre Odyssey permet à l'Adrestia, la trirème du personnage principal, d'être équipée d'un feu grégeois dans le DLC « Le legs de la Première lame ». De plus, la mission « Jouer avec le feu » présente dans Assassin's Creed Origins demande au joueur de récupérer la formule permettant de produire du feu grégeois.
- Dans la DLC de Civilization V: Gods and Kings, en jouant Byzance, il est possible d'utiliser le feu grégeois par le biais de dromons.
- Au cours de la 5e saison du jeu Conqueror's Blade, Legacy of Fire, apparait une unité 5 étoiles appelée « Siphonaros », faisant usage d'un équivalent du feu grégeois, appelé « Feu infernal ».

### Musique
- Feu Grégeois est le nom d'un groupe de death metal français.
- Feu Grégeois est le nom d'un morceau du rappeur lyonnais Lucio Bukowski.
- Greek Fire, qui se traduit par Feu Grégeois, est le nom d'un morceau du groupe de Viking Metal Finlandais Turisas
- « Feu grégeois » est le nom d’un morceau du rappeur Jazzy Bazz

#### Feux grégeois

##### XIXesiècle
- Marie-Nicolas Bouillet  et Alexis Chassang (dir.), « Feu grégeois » dans Dictionnaire universel d’histoire et de géographie, 1878 (lire sur Wikisource)
- Jean de Sismondi, Histoire de la chute et du déclin de l'Empire romain, Treuttel et Würtz, Paris, 1835 p. 83 et suivantes Lire en ligne.
- [Lalanne 1845] Ludovic Lalanne, Recherches sur le feu grégeois et sur l'introduction de la poudre à canon en Europe, Paris, J. Corréard, 1845, 2e éd., 1 vol., 96, in-4o (OCLC 8922008, BNF 30722684, SUDOC 024857769, lire en ligne)Médaille d'or 1840 de l'Académie des inscriptions et belles-lettres.
- [Reinaud et Favé 1845] Joseph Toussaint Reinaud et Ildefonse Favé, Histoire de l'artillerie, t. 1 : Du feu grégeois, des feux de guerre et des origines de la poudre à canon chez les Arabes, les Persans et les Chinois, Paris, J. Dumaine, 1845, 1 vol., 285-[2], 23 cm (OCLC 490231862, SUDOC 024857785).
- [Lalanne 1847a] Ludocvic Lalanne, « Controverse à propos du feu grégeois », Bibliothèque de l'École des chartes, t. 8,‎ 1847, p. 338-346 (DOI 10.3406/bec.1847.452080, lire en ligne [fac-similé], consulté le 19 février 2017).
- [Reinaud 1847] Joseph Toussaint Reinaud, « Controverse à propos du feu grégeois : réponse aux objections de M. Ludovic Lalanne », Bibliothèque de l'École des chartes, t. 8,‎ 1847, p. 427-440 (OCLC 897900411, DOI 10.3406/bec.1847.452081, SUDOC 182365263, lire en ligne [fac-similé], consulté le 19 février 2017).
- [Lalanne 1847b] Ludocvic Lalanne, « Note additionnelle », Bibliothèque de l'École des chartes, t. 8,‎ 1847, p. 440 (DOI 10.3406/bec.1847.452082, lire en ligne [fac-similé], consulté le 19 février 2017).
- [Reinaud 1850] Joseph Toussaint Reinaud, « Nouvelles observations sur le feu grégeois et les origines de la poudre à canon », Journal asiatique, no 7,‎ 1850 (OCLC 918987602, SUDOC 109534565).
- [Berthelot 1891] Marcellin Berthelot, « Les compositions incendiaires dans l'Antiquité et au Moyen Âge : le feu grégeois et les origines de la poudre à canon », Revue des deux Mondes, vol. 56e année, 3e période, t. 106,‎ juillet 1891, p. 786-822 (lire en ligne, consulté le 19 février 2017).
- Edward Gibbon, Histoire du déclin et de la chute de l'empire romain : Rome de 96 à 582, Robert Laffont, 2010, XLIV-1181 p.,  (ISBN 978-2221117316).

##### XXesiècle
- [Bradbury 1979] (en) Jim Bradbury, « Greek fire in the West », History Today, vol. 29, no 5,‎ mai 1979 (résumé).
- [Ellis Davidson 1973] (en) Hilda R. Ellis Davidson, « The Secret Weapon of Byzantium », Byzantinische Zeitschrift, vol. 66,‎ 1973, p. 61-74 (DOI 10.1515/bz-1973-0105).
- [Forbes 1959] (en) Robert J. Forbes, More studies in early petroleum history, 1860-1880, Leyde, E. J. Brill, 1959, 1re éd., 1 vol., 199, in-4o (27 cm) (OCLC 460375826, BNF 33008809, SUDOC 015680657, lire en ligne), chap. 4 (« Naphtha goes to war »), p. 70-90 [lire en ligne (page consultée le 19 février 2017)].
- [Haldon et Byrne 1977] (en) John Haldon et Maurice Byrne, « A Possible Solution to the Problem of Greek Fire », Byzantinische Zeitschrift, vol. 70,‎ 1977, p. 91-99.
- [Leicester 1971] (en) Henry Marshall Leicester, The historical background of chemistry, Courier Dover Publications, 1971, 260 p. (ISBN 978-0-486-61053-5, lire en ligne).
- [Mercier 1952] Maurice Mercier, Le feu grégeois : les feux de guerre depuis l'Antiquité. La poudre à canon, Paris et Avignon, P. Geuthner et Aubanel aîné, 1952, 1re éd., 1 vol., VI-164, 26 cm (ISBN 2-70530-878-4 (édité erroné), OCLC 4382965, SUDOC 018845363, présentation en ligne, lire en ligne)Ouvrage publié avec le concours du Centre national de la recherche scientifique.
- [Nicolle 1996] (en) David Nicolle, Medieval Warfare Source Book : Christian Europe and its Neighbours, Brockhampton Press, 1996, 320 p. (ISBN 1-86019-861-9).
- [Partington 1999] (en) James Riddick Partington, A History of Greek Fire and Gunpowder, Johns Hopkins University Press, 1999 (ISBN 0-8018-5954-9).
- [Roland 1992] (en) Alex Roland, « Secrecy, Technology, and War: Greek Fire and the Defense of Byzantium, Technology and Culture », Technology and Culture, vol. 33, no 4,‎ 1992, p. 655–679 (DOI 10.2307/3106585, JSTOR 3106585).
- [Zenghelis 1932] C. Zenghelis, « Le feu grégeois et les armes à feu des Byzantins », Byzantion, vol. VI,‎ 1932, p. 265-286

##### XXIesiècle
- [Haldon 2006] (en) John Haldon, « "Greek Fire" revisited: recent and current research », dans Elizabeth Jeffreys, Byzantine Style, Religion and Civilization: In Honour of Sir Steven Runciman, Cambridge University Press, 2006, p. 290-325.
- [Halleux 2015] Robert Halleux, « Le feu grégeois, ses vecteurs et ses engins de propulsion », dans Philippe Contamine, Jacques Jouanna et Michel Zink (éd.), La Grèce et la guerre (actes du 25e colloque de la villa Kérylos, 3 et 4 octobre 2014), Paris, Académie des inscriptions et belles-lettres (diffusé par De Boccard), coll. « Cahiers de la villa Kérylos » (no 26), 2015, 1re éd., 1 vol., IV-303, 24 cm (ISBN 2-87754-333-1 (édité erroné) et 978-2-87754-333-0, OCLC 930311368, BNF 44482891, SUDOC 18970294X, présentation en ligne), p. 143-152 [extrait (page consultée le 19 février 2017)].
- [Pryor 2003] (en) John H. Pryor, « Byzantium and the Sea: Byzantine Fleets and the History of the Empire in the Age of the Macedonian Emperors, c. 900–1025 CE », dans John B. Hattendorfn et Richard W. Unger, War at Sea in the Middle Ages and the Renaissance, Boydell Press, 2003 (ISBN 0-85115-903-6), p. 83–104.
- [Pryor et Jeffreys 2006] (en) John H. Pryor et Elizabeth M. Jeffreys (trad. du grec ancien), The Age of the ΔΡΟΜΩΝ : The Byzantine Navy ca. 500–1204, Leiden, Brill Academic Publishers,‎ 2006, 754 p. (ISBN 978-90-04-15197-0).
- « 100 armes qui ont fait l'histoire », Guerre et Histoire, no hors série n°1,‎ juillet 2016, p. 60-71 (ISSN 2115-967X).

#### Callinicus d'Héliopolis
- [Encyclopædia Britannica 1998] (en) Éd., « Callinicus of Héliopolis » [« Callinicus d'Héliopolis »], sur Encyclopædia Britannica, mis à jour le 20 juillet 1998.
- [Daintith et al. 1994] (en) John Daintith, Sarah Mitchell, Elizabeth Tootill et Derek Gjertsen, Biographical encyclopedia of scientists, t. 1 : A to K, Bristol et Philadelphie, Institute of Physics, janvier 1994, 2e éd. (1re éd. 1981), 1 vol., 506, 28 cm (ISBN 0-7503-0285-2, OCLC 31369747, BNF 35842666, SUDOC 022304525, lire en ligne), entrée « Callinicus of Heliopolis », p. 136-137 [lire en ligne (page consultée le 18 février 2017)].
- [Selley et Sonnenberg 2014] (en) Richard C. Selley et Stephen A. Sonnenberg, Elements of petroleum geology, San Diego, Londres et Amsterdam, Academic Press et Elsevier, novembre 2014 (réimpr. mars 2016), 3e éd. (1re éd. mai 1985), 1 vol., IX-507, 27 cm (ISBN 978-0-12-386031-6 et 0-12-386031-8, OCLC 908339070, SUDOC 185339514, présentation en ligne, lire en ligne), chap. 1er (« Introduction »), p. 1-11 (DOI 10.1016/B978-0-12-386031-6.00001-1), en part. p. 1 [lire en ligne (page consultée le 18 février 2017)].

#### Siège de Montreuil-Bellay
- [Bennett 1998] (en) Matthew Bennett (éd.), The Hutchinson dictionary of ancient and medieval warfare, Chicago et Oxford, Fitzroy Dearborn et Helicon, novembre 1998 (réimpr. mai 2016), 1re éd., 1 vol., IX-357, 24 cm (ISBN 1-57958-116-1, 978-157958-116-9 et 1-85986-193-8, OCLC 491256743, BNF 37557102, SUDOC 047761350, présentation en ligne, lire en ligne), entrées « Geoffrey V (died 1151) », p. 127 [lire en ligne], et « Montreuil-Bellay castle », p. 219-220 [lire en ligne].
- [Bradbury 1992] (en) Jim Bradbury, The medieval siege, Woodbridge et Rochester, Boydell Press, août 1992 (réimpr. mai 1994, janvier 2008), 1re éd., 1 vol., XVI-362, 26 cm (ISBN 0-85115-312-7 et 0-85115-357-7, OCLC 463750912, BNF 35587455, SUDOC 002950227, présentation en ligne, lire en ligne).
- [Hindley 2009] (en) Geoffrey Hindley, Medieval sieges and siegecraft, New York et Barnsley, Skyhorse et Pen and Sword Military, mai 2009 (réimpr. février 2014), 1re éd., 1 vol., 182-[8], 24 cm (ISBN 978-1-60239-633-3, 1-60239-633-7 et 1-84415-797-0, OCLC 277202845, BNF 41471808, SUDOC 152649182, présentation en ligne, lire en ligne), « True Greek fire on the river Loire ? (1151) » [lire en lire (page consultée le 19 février 2017)].

#### André Dupré de Mayen
- [De Fauconpret 2007] Benoît de Fauconpret (préf. d'Hervé Pinoteau), Les Chevaliers de Saint-Michel, 1665-1790 : le premier ordre de mérite civil, Paris, P. du Puy, août 2007, 1re éd., 1 vol., 202-[3], 24 cm (ISBN 978-2-908003-35-2 et 2-908003-35-X, OCLC 470820840, BNF 41324157, SUDOC 128432357, présentation en ligne), entrée « Dupré de Mayen, André », p. 171 [aperçu (page consultée le 15 février 2017)].
- [Félix 1994] Joël Félix (sous la dir. de Michel Antoine, préf. de Françoise Bayard), Économie et finances sous l'Ancien Régime : guide du chercheur, 1523-1789, Paris, Comité pour l'histoire économique et financière de la France, coll. « Histoire économique et financière de la France / Sources », mars 1994 (réimpr. avril 2013), 1re éd., 1 vol., XIV-491, 22 cm (ISBN 2-11-087647-6 et 978-2-11-087647-8, OCLC 299456055, BNF 36681132, SUDOC 003417654, présentation en ligne, lire en ligne), p. 199 [livre en ligne (page consultée le 16 février 2017)].
- [Godefroy et Girard 1985] Gisèle Godefroy et Raymond Girard (préf. de Pierre Verlet), Les Orfèvres du Dauphiné du Moyen Âge au XIXe siècle : répertoires biographiques, poinçons, œuvres, Genève, Droz, coll. « Dictionnaires des poinçons d'orfèvres des provinces françaises » (no 3), janvier 1985, 1re éd., 1 vol., XIX-587-[LXVI], 26 cm (ISBN 978-2-600-04299-4 (édité erroné), OCLC 13498750, BNF 34780026, SUDOC 029777267, présentation en ligne, lire en ligne), entrée « Desprès (Antoine) », p. 197-199, en part. p. 198 [lire en ligne] et p. 199, n. 12 [lire en ligne (page consultée le 16 février 2017)].
- [De Grandmaison 1904] Louis de Grandmaison, Essai d'armorial des artistes français, XVIe – XVIIIe siècles : lettres de noblesse, preuves pour l'ordre de Saint-Michel, t. 1 : architectes, ingénieurs civils et militaires, employés de l'administration des bâtiments, fondeurs, entrepreneurs, Paris, H. Champion, 1904, 1re éd., 1 vol., 108, in-8o (25 cm) (OCLC 27450269, BNF 30533205, SUDOC 016489152, lire en ligne), entrée « Dupré de Mayen (André) », p. 58-60.
- [Martin de Clansayes 1803] Jean-Claude Martin de Clansayes, « Notice sur le chimiste Dupré », dans Jean-Claude Martin de Clansayes, Précis de la vie de madame de Châteaudouble : suivi de Notice sur le chimiste Dupré, et de Vie du président Expilly, Grenoble, J.-H. Peyronard, 1803, 16 p., in-8o (BNF 30896827).
- [Meißner 2000] (de) Günter Meißner (dir.), Allgemeines Künstlerlexikon : die bildenden Künstler aller Zeiten und Volker, t. 26 : Delwaide – Dewagut, Munich, K. G. Saur, juillet 2000, 1re éd., 1 vol., LII-572, 25 cm (ISBN 3-598-22766-3 et 978-3-598-227660, OCLC 44996083, BNF 37170385, SUDOC 052249786, présentation en ligne), entrée « Després, Antoine », p. 421 [aperçu (page consultée le 15 février 2017)].